# جانسویل (کارولینای جنوبی)
جانسویل(به انگلیسی: Jonesville) شهری در ایالت کارولینای جنوبی کشور ایالات متحده آمریکا است که جمعیت آن در سرشماری سال ۲۰۱۰ میلادی، ۹۱۱ نفر بوده‌است.